# Sarah Baartman
Sarah Baartman (voormalig Cacadu) is een district in Zuid-Afrika.
Sarah Baartman ligt in de provincie Oost-Kaap en telt 450.584 inwoners.

## Benaming
Het district is genoemd naar Sara (Saartjie) Baartman, een jonge Khoi-vrouw, waarschijnlijk geboren in 1789 in de Oost-Kaap, die gekenmerkt werd door steatopygie; een uitzonderlijke vetophoping in het achterwerk. Zij werd in 1810 door een handige ondernemer mee naar Londen gelokt en daar op Piccadilly Circus tentoongesteld. Na het einde van de apartheid groeide ze uit tot een nationaal symbool. In 2002, 192 jaar na haar vertrek, werd ze in Hankey in de gemeente Kouga begraven.

## Gemeenten in het district[5]
- Bloukraanroete
- Dr Beyers Naudé
- Kou-Kamma
- Kouga
- Makana
- Ndlambe
- Sondagsriviervallei